# Заболотівський район
За́болотівський район — колишній район у складі Станіславської області УРСР. Центром району було містечко Заболотів.

## Адміністративний устрій
17 січня 1940 року Снятинський повіт було розділено на два райони — Заболотівський і Снятинський райони. До Заболотівського району відійшли повністю ґміни Джурув і Заблотув та західні половини ґмін Задубровце і Волчковце.
Першим секретарем райкому компартії призначений Фатєєв І.Д. (до того — третій секретар Криворізького міськкому КП(б)У Дніпропетровської області).
Указом Президії Верховної Ради УРСР 23 жовтня 1940 р. Троїцька сільська рада передана з Заболотівського району до Коломийського району.
У роки ІІ світової війни територія району була окупована німцями і увійшла до Коломийського староства Дистрикту Галичина. Навесні 1944 року радянські війська знову захопили територію району і був відновлений Заболотівський район з усіма установами.
Станом на 1 вересня 1946 року площа району становила 200 км², кількість сільських рад — 18, селищних — 1. 
На 22.01.1955 в районі залишилось 12 сільрад.
Указом Президії Верховної Ради УРСР 30 грудня 1962 р. Заболотівський район ліквідовано і приєднано до Коломийського району..

## Діяльність ОУН і УПА
На території району діяла районна організація ОУН, очолювана районним проводом ОУН, який підпорядковувався Городенківському надрайонному проводу ОУН.

## Адміністративний поділ станом на 1 вересня 1946 року[5]
- Заболотівська селищна рада
  - селище Заболотів
- Борщівська сільська рада
  - село Борщів
  - хутір Борщівська Турка
- Вовчківська сільська рада
  - село Вовчківці
- Ганьківська сільська рада
  - село Ганьківці
- Джурівська сільська рада
  - село Джурів
- Зібранівська сільська рада
  - село Зібранівка
  - село Рожневі Поля
- Іллінецька сільська рада
  - село Іллінці
  - хутір Ігриська
- Келихівська сільська рада
  - село Келихів
- Любківська сільська рада]]
  - село Любківці
- Новоселицька сільська рада
  - село Новоселиця
- Олешківська сільська рада
  - село Олешків
- Попельниківська сільська рада
  - село Попельники
- Рудниківська сільська рада
  - село Рудники
- Троїцька сільська рада
  - село Троїця
- Тростянецька сільська рада
  - село Тростянець
- Тулуківська сільська рада
  - село Тулуків
- Тучапівська сільська рада
  - село Тучапи
- Хлібичинська сільська рада
  - село Хлібичин
  - хутір Хлібичинська Турка
  - хутір Задурович
- Шевченківська сільська рада
  - село Шевченкове